# Hendelia
Hendelia är ett släkte av tvåvingar. Hendelia ingår i familjen träflugor.
Kladogram enligt Catalogue of Life och Dyntaxa: